# Héctor Mesa Monsalve
Héctor Mesa Monsalve (nacido en la década de 1930 en Antioquia), fue un ciclista colombiano de ruta, apodado como "El Negro".

## Palmarés
1953
- 3º en la Vuelta a Colombia, más 1 etapa[3]

1954
- 3º en la Vuelta a Colombia, más 2 etapas
- Campeón en prueba de ruta en CRE en los Juegos Centroamericanos y del Caribe[4]

- 3º en prueba de ruta en los Juegos Centroamericanos y del Caribe[4]

- 3º en el Campeonato de Colombia en Ruta[5]

1957
- 2º en el Campeonato de Colombia en Ruta